# Musicadentro
Musicadentro è il ventiquattresimo album del gruppo musicale italiano Pooh, pubblicato nel 1994.
In origine viene distribuito in una confezione rotonda in latta, come andava di moda in quel periodo. La grafica della decorazione è chiaramente sotto l'influsso artistico delle opere di Keith Haring.

## Tracce
1. Le canzoni di domani (Facchinetti-Negrini) – 4'48" - Voce principale: Red
2. Vorrei (Facchinetti-Negrini) – 5'25" - Voce principale: Roby
3. Dietro la collina (Battaglia-Negrini) – 4'33" - Voce principale: Dodi
4. A cent'anni non si sbaglia più (Canzian-D'Orazio) – 4'39" - Voce principale: Stefano
5. Senza musica e senza parole (Battaglia-D'Orazio) – 4'22" - Voce principale: Dodi
6. Non ho bisogno di te (Facchinetti-Negrini) – 5'19" - Voce principale: Roby
7. Tu dove sei (Canzian-Negrini) – 4'34" - Voce principale: Red
8. Un leone in paradiso (Battaglia-Negrini) – 4'41" - Voce principale: Dodi
9. Per chi sa capire (Facchinetti-Negrini) – 4'44" - Voce principale: Roby
10. E non serve che sia Natale (Facchinetti-D'Orazio) – 4'14" - Voce principale: Red, Dodi, Roby, Stefano

## Formazione
- Roby Facchinetti - voce, pianoforte, tastiere
- Dodi Battaglia - voce, chitarra
- Stefano D'Orazio - voce, batteria, percussioni
- Red Canzian - voce, basso

## Classifiche

### Classifiche settimanali
| Classifica (1994) | Posizione massima |
| ----------------- | ----------------- |
| Italia            | 6                 |

### Classifiche di fine anno
| Classifica (1994) | Posizione |
| ----------------- | --------- |
| Italia            | 64        |